# アトラスモバイルコンテンツ
アトラスモバイルコンテンツはアトラスのゲームに関する携帯電話用のコンテンツの総称。当初はアトラスが単独で運営していたが、2004年9月にビービーエムエフ（現・ビーグリー）と業務提携し、以降は運営を委託していた。利用料は月額315円。2014年10月31日をもって、全キャリアでのサービス終了。
- NTTドコモ用「アトラスWeb-i」
- Yahoo!ケータイ用「アトラスWeb-EX」（旧ボーダフォン用アトラスV-NETから改称）
- EZweb（au）用「アトラスWeb-EZ」

## 概要
2009年10月より別サイトとして「アトラスモバイル」が運営されている。名前は違うもののコンテンツの内容は各キャリアともほぼ同じで着信メロディや待ち受け画像、ミニゲームなどを配信している。
また、iモード専用に「メガテンα」というコンテンツがあり、月額315円の定額で携帯電話用の女神転生シリーズのゲームを遊ぶことができる（2006年末からは「ウリキリ」アプリという525円の落としきりのアプリの販売も始まった。）。Yahoo!ケータイ用、EZ用としても「女神転生」というサイトで同様のゲームが1作につき525円で落とし切りの形でダウンロード販売されている。キャリアによっては配信時期が遅れるものもあるが、基本的にはいずれのキャリアでも同様のゲームが配信されている。配信タイトルの詳細は配信タイトルの項およびリンク先を参照。

## NTT DoCoMo用

### アトラスWeb-i
2000年10月16日よりアトラスweb-iオープン。利用料は月額315円。配信第1弾は「アクマ召喚プログラム」。2007年1月22日より配信される「グローランサー オルタナティブ」「ステラデウス 〜錬金術の時間〜」はウリキリアプリで525円で購入できる。2014年10月31日をもってサービス終了。
トピックス
アトラスの新作ゲームの情報を配信している。
ゲームコンテンツ
女神転生シリーズやステラデウス、九龍妖魔學園紀などアトラスのゲームの携帯電話版を配信している。
アクマ召喚プログラム
2000年10月16日より配信開始された携帯電話ゲームとしては初の女神転生シリーズ。悪魔と交渉して悪魔事典の完成を目指す。2006年9月14日よりアプリ版としても配信開始。
ケータイ悪魔電書
金子一馬による悪魔イラストとその悪魔の解説文をコレクションする。悪魔は「真・女神転生デビルサマナー」および「デビルサマナー ソウルハッカーズ」より合計300体。天の章、地の章、魔の章に3分割されており、1日にいずれかの章を選んで1回だけ引くことができる。1度引くと3体の新しい悪魔をゲットすることができる。入手した悪魔は他のプレイヤーとトレードすることもできる。携帯アプリ版のトレーディングカードのようなシステムになっている。ウェブ版とアプリ版がある。
ステラデウス 漆黒の精霊
『ステラデウス』をベースにしたSRPG第一弾。
ステラデウス 錬金術の時間
上記をベースにしたSRPG第二弾。ウリキリアプリ。
九龍待受H.A.N.T
九龍妖魔學園紀をベースにしたウェブゲーム。キャラクターと会話し、友情を深めていくことで待ち受け画像を入手していく。
グローランサー オルタナティブ
グローランサーをベースにした携帯電話版。ウリキリアプリ。

コレクション
真・女神転生、魔神転生、デビルサマナー、ペルソナ、魔剣X、デビルチルドレン、BUSIN、REBUS、ハムスターパラダイス、超執刀カドゥケウス、ステラデウス、グローランサー、九龍妖魔學園紀、DDSアバタール・チューナーなどアトラスのゲームのBGMの着信メロディ、着ボイス、待受画像を配信している。2006年7月25日からはペルソナ3の着うたの配信も開始。
その他コンテンツ
ミニゲームなどが楽しめる。
真・女神転生 デビルチルドレン アプリdeコール!
『真・女神転生デビルチルドレン 光の書・闇の書』をベースにしたシミュレーションゲーム。504iシリーズ専用アプリ。2003年4月28日より配信開始。
ジャックフロストアドベンチャー
ジャックフロストが北極を冒険するミニアクションゲーム。「キューブdeショット」と「クジラdeポーラー」の2つのモードをプレイすることができる。505i、900iシリーズ専用アプリ。
ジャックのスノボーアタック
雪山を舞台にスノボーに乗ったジャックフロスト操作していくアクションゲーム。505iシリーズ専用アプリ。
ゴッツの罠はずし
BUSINに登場するオーク「ゴッツ」の罠をキータイピングで解除するゲーム。504iシリーズ専用アプリ。2002年8月より配信開始。

### メガテンα
「メガテンα」は2004年2月26日よりFOMA 900iシリーズの発売に合わせてオープンしたメガテン専用サイト。利用料は月額315円の定額で、加入していれば何本ソフトをダウンロードしても315円だが、解約するとプレイできなくなる。「デジタル・デビル物語 女神転生」をはじめとした各種本格RPG（タイトルの詳細は配信タイトルの項で）のiアプリを配信する「RPGアーカイブ」、女神転生シリーズの小説が読める「デジタル・ノベル」、ポーカーやブラックジャックなどのミニゲームが遊べる「CASINO」のコーナーがある。
また、2006年12月18日からは「ウリキリアプリ」を配信。こちらはメガテンαの利用者・非利用者に関わらず525円でのダウンロード販売。ウリキリアプリの第一弾は「女神異聞録ペルソナ 異空の塔編」。

#### カジノ
花あわせ、コードブレイカー、ポーカー、ブラックジャック、バカラ、こいこい

#### デジタルノベル
メガテンαのみのサービス。読書用アプリをダウンロードすることで携帯電話でメガテンシリーズの原作や小説版が読める。ただし、読めるのは一月に1冊のみで、別のタイトルを読みたくなっても翌月になるまでは変更はできない。配信タイトルは以下の12タイトル。
| No. | タイトル                                     | 著者     |
| --- | -------------------------------------------- | -------- |
| 1   | デジタル・デビル・ストーリー 女神転生        | 西谷史   |
| 2   | デジタル・デビル・ストーリー2 魔都の戦士     | 西谷史   |
| 3   | デジタル・デビル・ストーリー3 転生の終焉     | 西谷史   |
| 4   | 新デジタル・デビル・ストーリー1 捕われの女神 | 西谷史   |
| 5   | 新デジタル・デビル・ストーリー2 氷界の女王   | 西谷史   |
| 6   | 新デジタル・デビル・ストーリー3 神魔の惑星   | 西谷史   |
| 7   | 新デジタル・デビル・ストーリー4 怒りの妖帝   | 西谷史   |
| 8   | 新デジタル・デビル・ストーリー5 女神よ永遠に | 西谷史   |
| 9   | 新デジタル・デビル・ストーリー6 転生の絆     | 西谷史   |
| 10  | 真・女神転生III-NOCTURNE 地の書              | 高瀬美恵 |
| 11  | ペルソナ2 罪                                 | 高瀬美恵 |
| 12  | ペルソナ2 罰                                 | 高瀬美恵 |

## ソフトバンクモバイル用

### アトラスWeb-EX
2002年4月1日よりJフォン用のアトラスWeb-Jとして発足。同日よりJavaアプリ対応の「真・女神転生-J」を配信（月額300円）。同日より「アトラスコレクション」として1ダウンロード30円でゲームの着信メロディや待ち受け画像を配信していた。2014年7月16日をもってサービス終了。
ボーダフォン（現ソフトバンクモバイル）になってからはアトラスV-netと改称。
ソフトバンクによる買収後はアトラスNETと改称。2006年11月1日よりアトラスWeb-EXと改称しリニューアル。月額315円で待ち受け、着メロ、ゲームなどをダウンロードできる。

### 女神転生
本格RPGサイト「女神転生」では、「デジタル・デビル物語 女神転生」を初めとした女神転生シリーズのS!アプリを配信。料金は1ダウンロードにつき525円の落とし切り。
タイトルの詳細は配信タイトルの項で

## KDDI au用

### アトラスWeb-EZ
2004年6月3日よりアトラスweb-EZオープン。月額315円で待ち受け、着メロ、ゲームなどをダウンロードできる。2014年10月31日をもってサービス終了。
トピックス
アトラスの新作ゲームの情報を配信している。
ゲームコンテンツ
真・女神転生-EZ
悪魔召喚プログラムを得た人間たちが魔界でLAW、NEWTRAL、CHAOSに分かれて三つ巴の争いを繰り広げる3DダンジョンタイプのRPG。選択した属性によって召喚できるガーディアン（悪魔）、武器、防具が変化する。
悪魔召喚プログラム
WEB版のみ。
ケータイ悪魔電書
金子一馬による悪魔イラストとその悪魔の解説文をコレクションする。悪魔は「真・女神転生デビルサマナー」および「デビルサマナー ソウルハッカーズ」より合計300体。天の章、地の章、魔の章に3分割されており、1日にいずれかの章を選んで1回だけ引くことができる。1度引くと3体の新しい悪魔をゲットすることができる。入手した悪魔は他のプレイヤーとトレードすることもできる。携帯アプリ版のトレーディングカードのようなシステムになっている。（WEB版のみ）
九龍待受H.A.N.T
九龍妖魔學園紀をベースにしたウェブゲーム。キャラクターと会話し、友情を深めていくことで待ち受け画像をゲットする。

コレクション
真・女神転生、魔神転生、デビルサマナー、ペルソナ、魔剣X、デビルチルドレン、BUSIN、REBUS、ハムスターパラダイス、超執刀カドゥケウス、ステラデウス、グローランサー、九龍妖魔學園紀、DDSアバタール・チューナーなどアトラスのゲームのBGMの着信メロディ、着ボイス、待受画像を配信している。2006年7月25日からは『ペルソナ3』の着うたの配信も開始。
その他コンテンツ
ミニゲームなどが楽しめる。
真・女神転生 デビルチルドレン アプリdeコール!
真・女神転生デビルチルドレン 光の書、闇の書をベースにしたシミュレーションゲーム。
ミニゲーム
Abel Wing
ヨーロッパを舞台にしたコクピット視点のシューティングゲーム。
Ablaze
クレーンにつるされた主人公が動物たちを助けるアニマルレスキューパズルアクションゲーム。
Baby Go Bye Bye
赤ちゃんハリーがモンスターのお城から自力で脱出するサイドビューのアクションゲーム。
Dice it Up
中国古来ゲーム「TaiSai」をベースにダイスの出た数字を競い合うミニゲーム。
DchelonWing
縦スクロールのシューティングゲーム。
Forest Angel
ミニアクションパズルゲーム。
FoxDown

BattleMarine

MysticPot

HIGH OCTANE

PaintChamp

RotationSpirit

Scottie'sTryout

ハムハムトランポリン

### 女神転生
2005年9月29日より本格RPGサイト「女神転生」をオープン、「デジタル・デビル物語 女神転生」を初めとした女神転生シリーズのEZアプリを配信。料金は1ダウンロードにつき525円の落とし切り。
タイトルの詳細は#配信タイトルを参照。

## 配信タイトル
*印はドコモ用は「メガテンα」、ソフトバンクとEZ用は「女神転生」で配信されているタイトル。
**印は「メガテンα」のメガアプリ対応タイトル。
| タイトル                                                          | iアプリ    | S!アプリ   | EZアプリ   |
| ----------------------------------------------------------------- | ---------- | ---------- | ---------- |
| アクマ召喚プログラム                                              | 2000/10/16 |            |            |
| 真・女神転生-J(EZ)                                                |            | 2002/4/1   | 2004/6/3   |
| 真・女神転生 デビルチルドレン アプリdeコール!                     | 2003/4/28  |            | 2004/6/23  |
| CASINO*                                                           | 2004/2/26  |            | －         |
| デジタルノベル*                                                   | 2004/2/26  | －         | －         |
| デジタル・デビル物語 女神転生*                                    | 2004/2/26  | 2004/12/1  | 2005/9/29  |
| 真・女神転生if...ハザマ編*                                        | 2004/5/26  | 2005/1/12  | 2006/3/30  |
| 真・女神転生-20XX*                                                | 2004/8/26  | 2005/8/1   | 2006/9/14  |
| Jack's くえすと 悪魔お助け隊*                                     | 2004/12/16 |            |            |
| 真・女神転生ピンボール JUDGMENT*                                  | 2006/3/3   | 2006/7/12  | 2006/10/5  |
| デジタル・デビル物語 女神転生II*                                  | 2006/9/1   | 2006/12/1  | 2006/12/7  |
| 女神異聞録ペルソナ 異空の塔編*                                    | 2006/12/18 | 2006/12/1  | 2006/12/21 |
| DIGITAL DEVIL SAGA アバタール・チューナー A's TEST Server**       | 2006/12/7  | 2007/4/18  | 2007/9/13  |
| グローランサー オルタナティブ                                     | 2007/1/22  | 2007/1/17  | 2007/6/7   |
| ステラデウス 錬金術の時間                                         | 2007/1/22  | 2007/2/1   |            |
| DIGITAL DEVIL SAGA アバタール・チューナー A's TEST Server完全版** | 2007/2/26  |            |            |
| 真・女神転生 東京鎮魂歌*                                          | 2007/4/27  | 2007/8/1   | 2007/10/4  |
| 女神転生QIX PERSONA3*                                             | 2007/4/27  | 2007/5/16  | 2007/7/19  |
| 女神転生CHAINING SOUL PERSONA3                                    | 2007/5/14  | 2007/6/13  | 2007/8/30  |
| 真・女神転生 デビルコロシアム 20XX                                | 2007/5/28  | 2007/7/18  | 2007/10/11 |
| 魔神転生 blind thinker                                            | 2007/7/11  | 2007/8/15  | 2007/11/1  |
| デビルサマナー ソウルハッカーズ Intruder                          | 2007/8/30  | 2007/10/1  |            |
| 女神転生外伝 新約ラストバイブル                                   | 2007/9/10  | 2008/1/16  | 2008/1/17  |
| ペルソナ2 罪 ロストメモリーズ                                     | 2007/10/1  | 2007/11/1  | 2007/12/27 |
| アイギス THE FIRST MISSION                                        | 2007/10/29 | 2007/11/16 |            |
| ペルソナ3エム                                                     | 2007/11/26 | 2007/12/12 |            |